# Nelson Ávila (político chileno)
Nelson Jaime Ávila Contreras (Los Andes, 29 de noviembre de 1942) es un político chileno, administrador público de profesión. Pertenece al Partido Radical de Chile (PR). Fue senador por la VI circunscripción de la Región de Valparaíso (Costa) durante el periodo 2002-2010. Anteriormente se desempeñó como diputado.

## Biografía

### Primeros años
Estudió en el Internado Nacional Barros Arana y sus estudios superiores los realizó en Escuela de Ciencias Políticas y Administrativas de la Universidad de Chile (actual Escuela de Gobierno y Gestión Pública de la Universidad de Chile), obteniendo en 1967 el título de Administrador Público. Se casó con Margarita Silva Marfán, hija de Enrique Silva Cimma, político radical y ministro de Relaciones Exteriores del gobierno de Patricio Aylwin.
Durante sus años de universidad, fue un participante activo de la escena pública y política. Entre 1965 y 1966, se desempeñó como vicepresidente de la Organización Juvenil Pro Naciones Unidas. Asimismo, ejerció la vicepresidencia en la Unión de Federaciones Universitarias de Chile (UFUCH).
Militante del Partido Social Demócrata, en 1970 fue designado por el presidente Salvador Allende como intendente de la Provincia de Aconcagua, cargo que desempeñó hasta 1972, misma época en que el PSD se fusionó con el Partido Radical. En las elecciones parlamentarias de 1973 fue candidato a diputado por la Provincia de Cautín, donde no resultó elegido. Tras el golpe de Estado de 1973 viajó a España, y posteriormente se exilió en Venezuela, donde obtuvo la residencia.

### Diputado y senador
Para las elecciones parlamentarias de 1989 se presentó como candidato a diputado por el distrito 11 de Los Andes y San Felipe, donde llega al tercer lugar y no resulta elegido. En 1990 asumió como director de la División de Administración y Finanzas del Ministerio Secretaría General de Gobierno. Ese mismo año pasa a militar en el Partido por la Democracia (PPD). En las parlamentarias de 1993 postuló por el mismo distrito y resulta elegido. En las elecciones del año 1997 alcanza el 58,47% de las votaciones, siendo segunda mayoría nacional y alcanzando el doblaje junto con su compañero de lista, el democratacristiano Patricio Cornejo. Integró las comisiones permanentes de Educación, Cultura, Deportes y Recreación, y de Defensa Nacional. 
En 2001 postuló al Senado por la V Región Costa, resultando electo con el 38,53% de las preferencias. Integró las comisiones permanentes de Relaciones Exteriores, de Intereses Marítimos, Pesca y Acuicultura, de Medio Ambiente y Bienes Nacionales, de Defensa Nacional, y de Derechos Humanos, Nacionalidad y Ciudadanía. Además del grupo interparlamentario chileno – alemán.

### Polémicas
Fue vinculado al Caso Spiniak, sin embargo se descartó cualquier participación en los hechos. Tras esto publicó el libro La gran infamia, donde contó detalles sobre la acusación. En 2005 fue desaforado tras una querella por injurias y calumnias interpuesta por Claudia Fuentes, presidenta de la fundación Arasi, dedicada a la rehabilitación de niños abusados sexualmente. En 2006 sufrió la misma sanción, esta vez por injurias en contra del diputado Eugenio Tuma, a quien acusó de recibir una coima de 20 millones de pesos en el marco del mismo caso. Ávila finalmente fue sobreseído de ambas querellas.
En 2002 presentó una acusación junto con el director de la fundación Terram, Marcel Claude, y al presidente de la Confederación Nacional de Pescadores Artesanales de Chile, Cosme Caracciolo, en contra de los senadores Andrés y Adolfo Zaldívar por tener un conflicto de interés para tramitar la Ley "corta" de Pesca, dado que ambos eran accionistas de la empresa pesquera Eperva.
Los conflictos con los hermanos Zaldívar y con varios integrantes de su partido lo llevaron primero a congelar su militancia en el PPD, lo que en diciembre de 2002 fue considerado por su partido como una renuncia. En 2003 inscribió en el Servel su partido político llamado ChileVe. Al no lograr legalizar el movimiento, se integró al Partido Radical Socialdemócrata (PRSD). Para las elecciones parlamentarias de 2009 repostuló a su cargo, esta vez por la circunscripción V Región Cordillera, donde fue superado por el democratacristiano Ignacio Walker y Lily Pérez de Renovación Nacional (RN).

### Legalización de la marihuana
En 2003 presentó un proyecto de ley para legalizar el cultivo de marihuana en el país. Durante sus años como parlamentario destacó por su activismo a favor de eliminar la prohibición del consumo regulado de esta sustancia, siendo invitado al Seminario Internacional Cannabis. Droga de Abuso o Medicina Mágica, celebrado en Concepción, el 3 de septiembre de 2000, dónde presentó la ponencia titulada "Despenalización del autocultivo un golpe a las mafias".
Una vez terminada su labor como senador, continuó abogando por un legislación menos restrictiva para el consumo y autocultivo de cannabis. De hecho, en 2013 apareció fumando marihuana para un reportaje de televisión.

### Otras actividades
Ávila incursionó en el mundo del teatro cuando participó de la obra "La muerte y la doncella", donde interpretó el papel del doctor Roberto Miranda. Su debut actoral ocurrió el 30 de septiembre de 2000 en el Teatro Municipal de Antofagasta.
Cuando terminó su período parlamentario se alejó de la actividad política, pero continuó apareciendo en los medios de comunicación. Fue panelista del programa Mentiras verdaderas de La Red.
En 2021 participa en la segunda temporada del programa de televisión gastronómico MasterChef Celebrity Chile.

## Historial electoral

### Elecciones parlamentarias de 1973
- Elecciones parlamentarias de 1973 para la provincia de Cautín.[15]

### Elecciones parlamentarias de 1989
- Elecciones parlamentarias de 1989 a Diputado por el distrito 11 (Calle Larga, Catemu, Llay-Llay, Los Andes, Panquehue, Putaendo, Rinconada, San Esteban, San Felipe y Santa María) [16]

### Elecciones parlamentarias de 1993
- Elecciones parlamentarias de 1993 a Diputado por el distrito 11 (Calle Larga, Catemu, Llay-Llay, Los Andes, Panquehue, Putaendo, Rinconada, San Esteban, San Felipe y Santa María) [17]

### Elecciones parlamentarias de 1997
- Elecciones parlamentarias de 1997 a Diputado por el distrito 11 (Calle Larga, Catemu, Llay-Llay, Los Andes, Panquehue, Putaendo, Rinconada, San Esteban, San Felipe y Santa María) [18]

### Elecciones parlamentarias de 2001
- Elecciones parlamentarias de 2001 a Senador por la Circunscripción 6, Quinta Costa (Algarrobo, Cartagena, Casablanca, Concón, El Quisco, El Tabo, Isla de Pascua, Juan Fernández, San Antonio, Santo Domingo, Valparaíso y Viña del Mar)[19]

### Elecciones parlamentarias de 2009
- Elecciones Parlamentarias de 2009 a Senador para la Circunscripción 5, Quinta Cordillera (Cabildo, Calle Larga, Catemu, Hijuelas, La Calera, La Cruz, La Ligua, Limache, Llaillay, Los Andes, Nogales, Olmué, Panquehue, Papudo, Petorca, Puchuncaví, Putaendo, Quillota, Quilpué, Quintero, Rinconada, San Esteban, San Felipe, Santa María, Villa Alemana y Zapallar)[20]

### Elecciones parlamentarias de 2017
- Elecciones parlamentarias de 2017 para senador por la 6° Circunscripción, Región de Valparaíso (Algarrobo, Cabildo, Calle Larga, Cartagena, Casablanca, Catemu, Concón, El Quisco, El Tabo, Hijuelas, Isla de Pascua, Juan Fernández, La Calera, La Cruz, La Ligua, Limache, Llaillay, Los Andes, Nogales, Olmué, Panquehue, Papudo, Petorca, Puchuncaví, Putaendo, Quillota, Quilpué, Quintero, Rinconada, San Antonio, San Esteban, San Felipe, Santa María, Santo Domingo, Valparaíso, Villa Alemana, Viña del Mar, Zapallar)[21]